# قائمة المساجد في إسبانيا
هذه قائمة المساجد في إسبانيا. وهي تحتوي على المساجد الإسلامية (بالإسبانية: Mezquita)‏ والمراكز الإسلامية في إسبانيا. وهي تحتوي فقط على المساجد المفتوحة العاملة التي تسمح للمسلمين بأداء الصلوات الإسلامية. وليست المساجد التاريخية القديمة التي بنيت خلال فترة الأندلس.
يختلف العدد الدقيق للمساجد في إسبانيا وفقاً لمصادر وتقديرات مختلفة. اعتباراً من مايو 2018، أدرج مرصد التعددية الدينية في إسبانيا 1588 مكاناً للعبادة الإسلامية على موقعهم في الإنترنت. وفقاً لتقديرات سابقة لعام 2010، كان هناك 13 مسجداً كبيراُ وأكثر من 1000 مسجد صغير وغرفة صلاة إسلامية منتشرة في جميع أنحاء البلاد تخدم ما يقدر بنحو 1.5 نسمة من السكان المسلمين. يقع معظمهم في كتالونيا في شمال شرق إسبانيا.
لقد تزايد عدد المساجد مع نمو الإسلام في إسبانيا، والذي نتج بشكل أساسي عن الهجرة من البلدان الإسلامية، وزيادة عدد السائحين المسلمين الذين يزورون البلاد. ومع ذلك، لا يزال العثور على مسجد أو منشأة للصلاة أمراً صعباً في العديد من الأماكن خارج المدن والبلدات الكبرى.

## قائمة المساجد في إسبانيا
هذه القائمة تقتصر على المساجد المفتوحة والعاملة. وهي تحتوي على بعض المساجد النشطة في إسبانيا، ولكنها لا تشملها كلها. ولا تشمل المساجد التاريخية السابقة في إسبانيا مثل كاتدرائية قرطبة وجامعها التي لا تسمح بالصلاة الإسلامية في مبانيها.
| الاسم                                                 | المدينة               | الصور | تاريخ الإفتتاح                          | النوع | الأقسام والخدمات                                                | ملاحظات |
| ----------------------------------------------------- | --------------------- | ----- | --------------------------------------- | --- | --------------------------------------------------------------- | --- |
| مسجد مدريد المركزي                                    | مدريد                 |       | 1988                                    | ؟ | مكاتب، حضانة، مدرسة، مكتبة، قاعة، متجر                          | مُمولة من خلال التبرعات من مختلف الدول العربية                                                              |
| مسجد الملك عبد العزيز                                 | مربلة                 |       | 1981                                    | المدرسة الأثرية في العقيدة الإسلامية                                                                                     | ؟                                                               | مُمولة من قِبل الأمير السعودي سلمان بن عبد العزيز آل سعود                                                    |
| مسجد عمر بن الخطاب (المركز الثقافي الإسلامي في مدريد) | مدريد                 |       | 1992                                    | ؟ | مكتبة، قاعة محاضرات، مدرسة خياطة وتطريز، مطعم، مركز لياقة بدنية | مُمولة من قِبل من الملك فهد بن عبد العزيز آل سعود                                                            |
| مسجد الأندلس                                          | مالقة                 |       | 2007                                    | المدرسة الأثرية في العقيدة الإسلامية                                                                                     | حضانة، قاعة، غرف للرجال والنساء، خدمة الترجمة                   | مُمولة من قبل المملكة العربية السعودية ومملوكة لمؤسسة سهيل                                                  |
| مسجد المرابطين                                        | قرطبة                 |       | في عقد الأربعينات، أُعيد إفتتاحه في 1992 | ؟ | ؟                                                               | أول مسجد حديث في إسبانيا. تم بناؤه أثناء الحرب الأهلية الإسبانية كهدية لجنود فرانكو المسلمين.[بحاجة لمصدر] |
| مسجد فوينخيرولا                                       | سهيل                  |       | 1994                                    | المدرسة الأثرية في العقيدة الإسلامية                                                                                     | ؟                                                               | مُمول من قِبل المملكة العربية السعودية ومرتبط برابطة العالم الإسلامي                                         |
| مسجد غرناطة                                           | غرناطة                |       | 2003                                    | الصوفية (حركة صوفية مستوحاة من جماعة الدرقاوي، التي أسسها المسلم الاسكتلندي عبد القادر الصوفي في سبعينيات القرن العشرين) | ؟                                                               | مًمولة من خلال التبرعات من الدول الإسلامية (ليبيا، المغرب، الإمارات العربية المتحدة، وماليزيا)              |
| مسجد البشارات                                         | بيدرو عبد             |       | 1982                                    | ؟ | ؟                                                               | |
| المركز الثقافي الإسلامي في بلنسية                     | بلنسية                |       | 1994                                    | ؟ | ؟                                                               | بتمويل من رأس مال كويتي وتحت إشراف منظمة المدن العربية                                                     |
| مسجد الإتفاق الطيب [الإسبانية]                        | مليلية                |       | 1927، أُعيد إفتتاحه في 2011              | ؟ | ؟                                                               | |
| مسجد مليلية المركزي [الإسبانية]                       | مليلية                |       | 1947، أُعيد إفتتاحه في 1994              | ؟ | ؟                                                               | |
| مسجد مولاي المهدي                                     | سبتة                  |       | 1940                                    | ؟ | ؟                                                               | |
| مسجد سيدي مبارك [الإسبانية]                           | سبتة                  |       | 1940 (مُرابِط منذ القرن الثامن عشر)       | ؟ | ؟                                                               | |
| مسجد الورود (مسجد ألكيريا دي لوس روزاليس)             | بويبلا دي دون فادريكي |       | 2001                                    | ؟ | كلية الدراسات الأندلسية                                         | مُمولة من قِبل الشيخ سلطان بن محمد القاسمي أمير الشارقة                                                      |